# Annie (zangeres)
Anne Lilia Berge Strand (Trondheim, 21 november 1978) is een popzangeres en dj uit Bergen, Noorwegen.
Haar eerste muziekopnamen deed Annie eind jaren 90 in samenwerking met haar toenmalige vriend Tore A. Kroknes (DJ Erot). Zij schreven samen The Greatest Hit en brachten het uit onder Annies naam (1999). In 2001 stierf Kroknes aan hartcomplicaties, wat waarschijnlijk een melancholische toon in haar recentere werk verklaart.
Haar doorbraak kwam met de hit Chewing Gum (2004), die werd geproduceerd door Richard X. Haar debuutalbum Anniemal kwam in juni 2005 uit. Dit album produceerde ze samen met Veikka Ercola, Timo Kaukolampi, Yngve Sætre en wederom Richard X. Voor dit album werkte ze samen met Torbjørn Brundtland van de Noorse elektronica-formatie Röyksopp. Het vijfde nummer van het album, Heartbeat, werd een hit.

## Discografie

### Albums
| Album met eventuele hitnotering(en) in de Nederlandse Album Top 100 | Datum van verschijnen | Datum van binnenkomst | Hoogste positie | Aantal weken | Opmerkingen |
| ------------------------------------------------------------------- | --------------------- | --------------------- | --------------- | ------------ | ----------- |
| Anniemal                                                            | 2004                  | ?                     |                 |              |             |
| DJ Kicks                                                            | 2005                  | ?                     |                 |              |             |
| Don't Stop                                                          | 2009                  | ?                     |                 |              |             |

### Singles
| Single met eventuele hitnotering(en) in de Nederlandse Top 40 | Datum van verschijnen | Datum van binnenkomst | Hoogste positie | Aantal weken | Opmerkingen |
| ------------------------------------------------------------- | --------------------- | --------------------- | --------------- | ------------ | ----------- |
| Chewing Gum                                                   | 2004                  | ?                     |                 |              |             |
| Happy Without You                                             | 2005                  | ?                     |                 |              |             |
| Heartbeat                                                     | 2005                  | 04-02-2006            | tip             |              |             |